# Pustelspanner
Der Pustelspanner (Comibaena bajularia), auch Grüner Eichenwaldspanner,  Eichenwald-Grünspanner oder Eichen-Sackträgerspanner genannt, ist ein Schmetterling (Nachtfalter) aus der Familie der Spanner (Geometridae).

## Merkmale

### Falter
Die Flügelspannweite der Männchen beträgt 22 bis 28 Millimeter, diejenige der Weibchen 24 bis 32 Millimeter. Sämtliche Flügel sind satt grün gefärbt. Die grünen Farbelemente können mit zunehmender Lebensdauer verblassen und nehmen dann gelbliche Tönungen an. Am Innenwinkel von Vorder- und Hinterflügeln befindet sich je ein gelblicher Fleck. Diese Flecke sind bräunlich gefüllt. Ähnliche Flecke sind am Außenrand der Hinterflügel zu erkennen. Da diese Flecke ein pustelartiges Aussehen haben, wurde die Art früher mit dem Synonym pustulata (lateinisch pustula=Bläschen, Pustel) bezeichnet. Die weißlichen Querlinien auf den Vorderflügeln sind meist undeutlich ausgebildet. Die Fransen aller Flügel sind hell und dunkel gescheckt. Während die Fühler der Männchen beidseitig gekämmt sind, haben diejenigen der Weibchen ein fadenförmiges Aussehen.

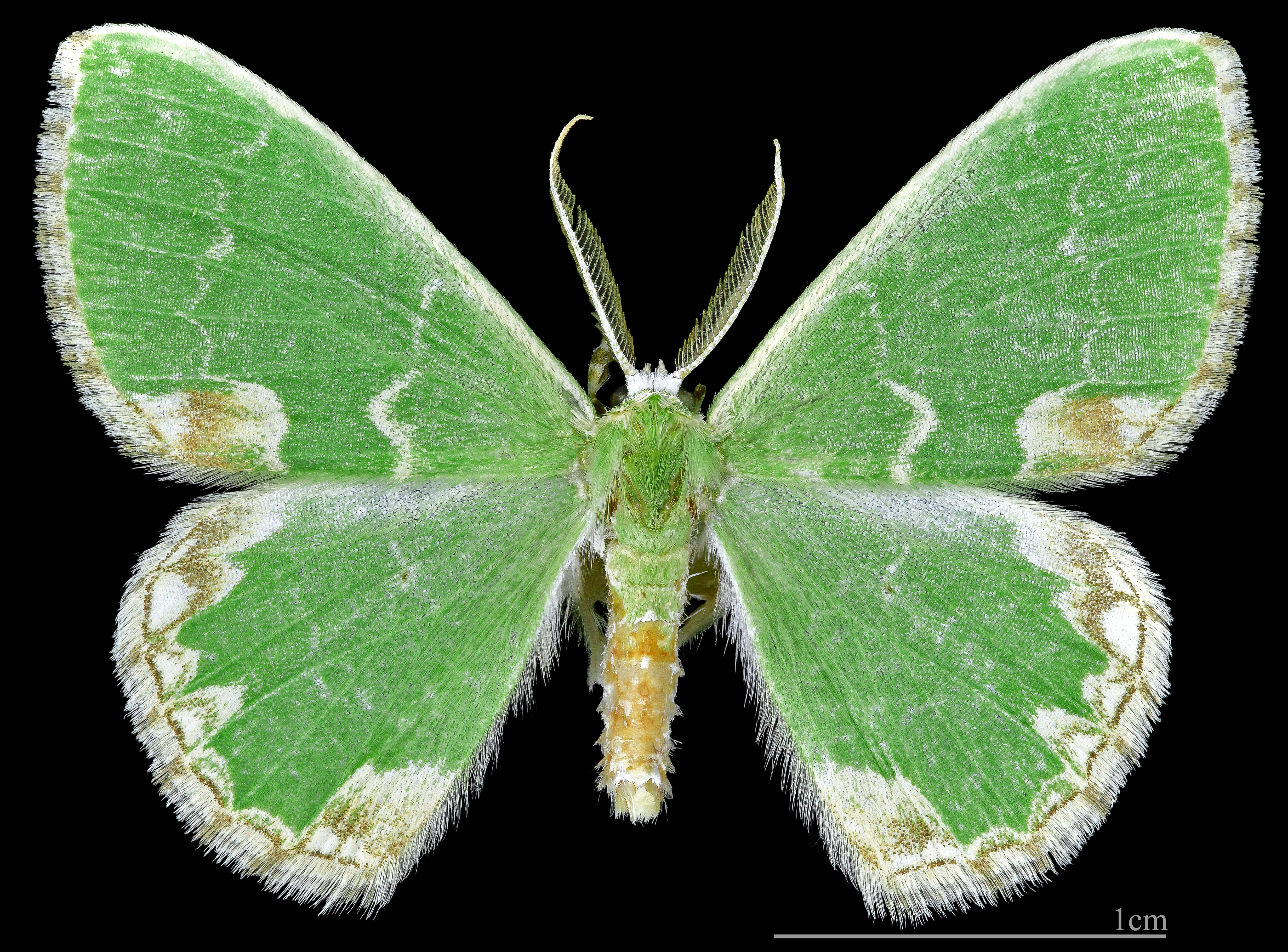
♂
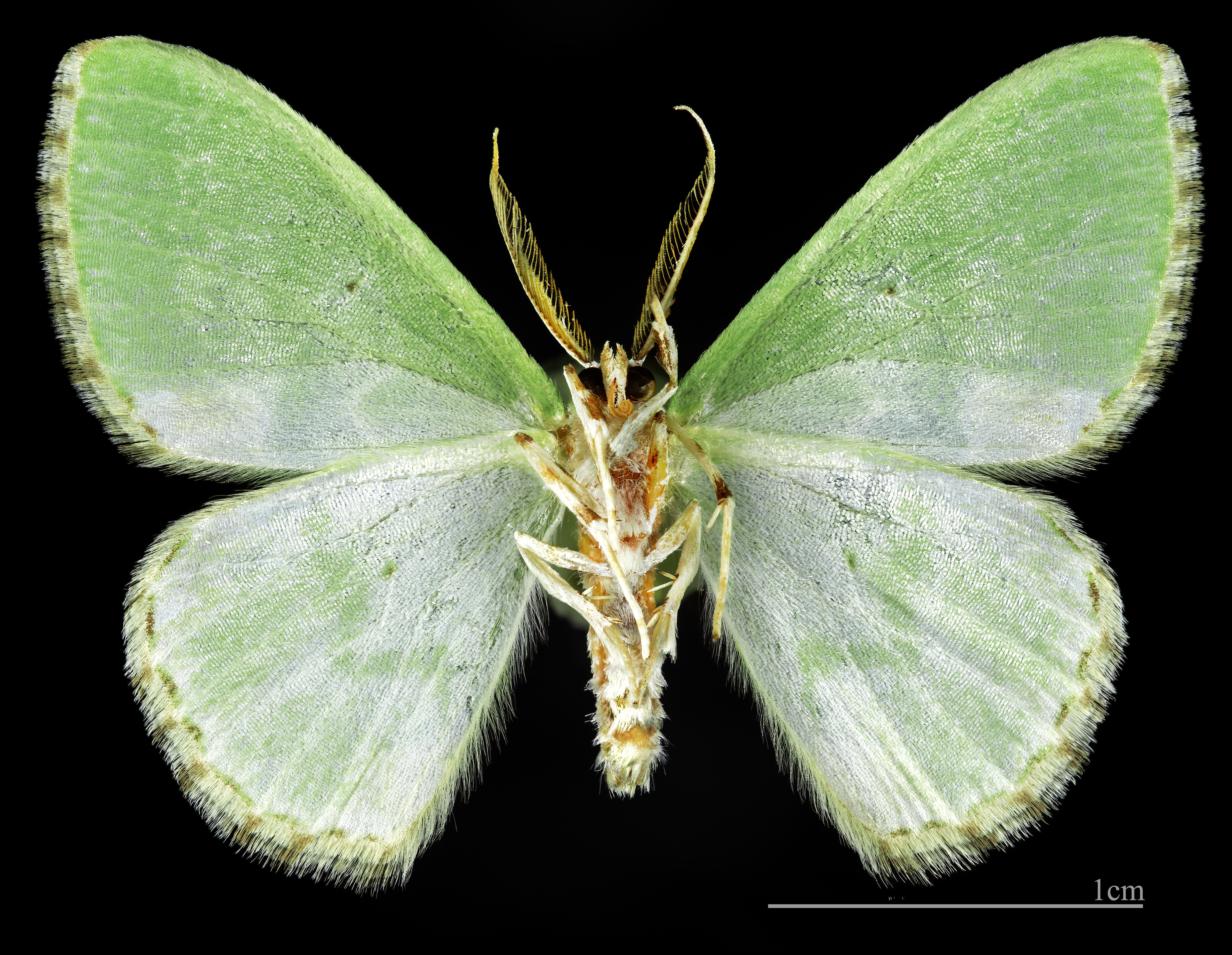
♂ △
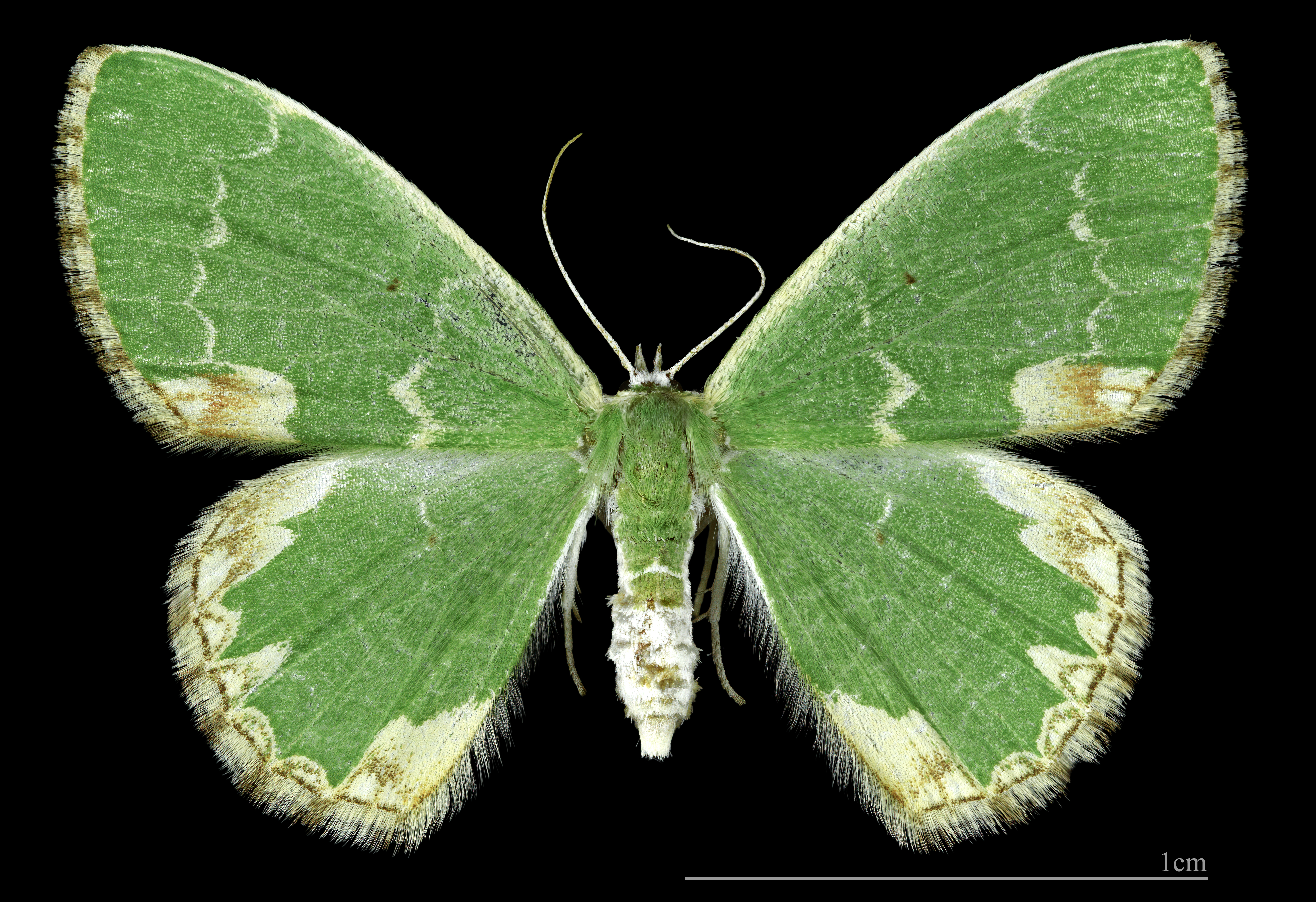
♀
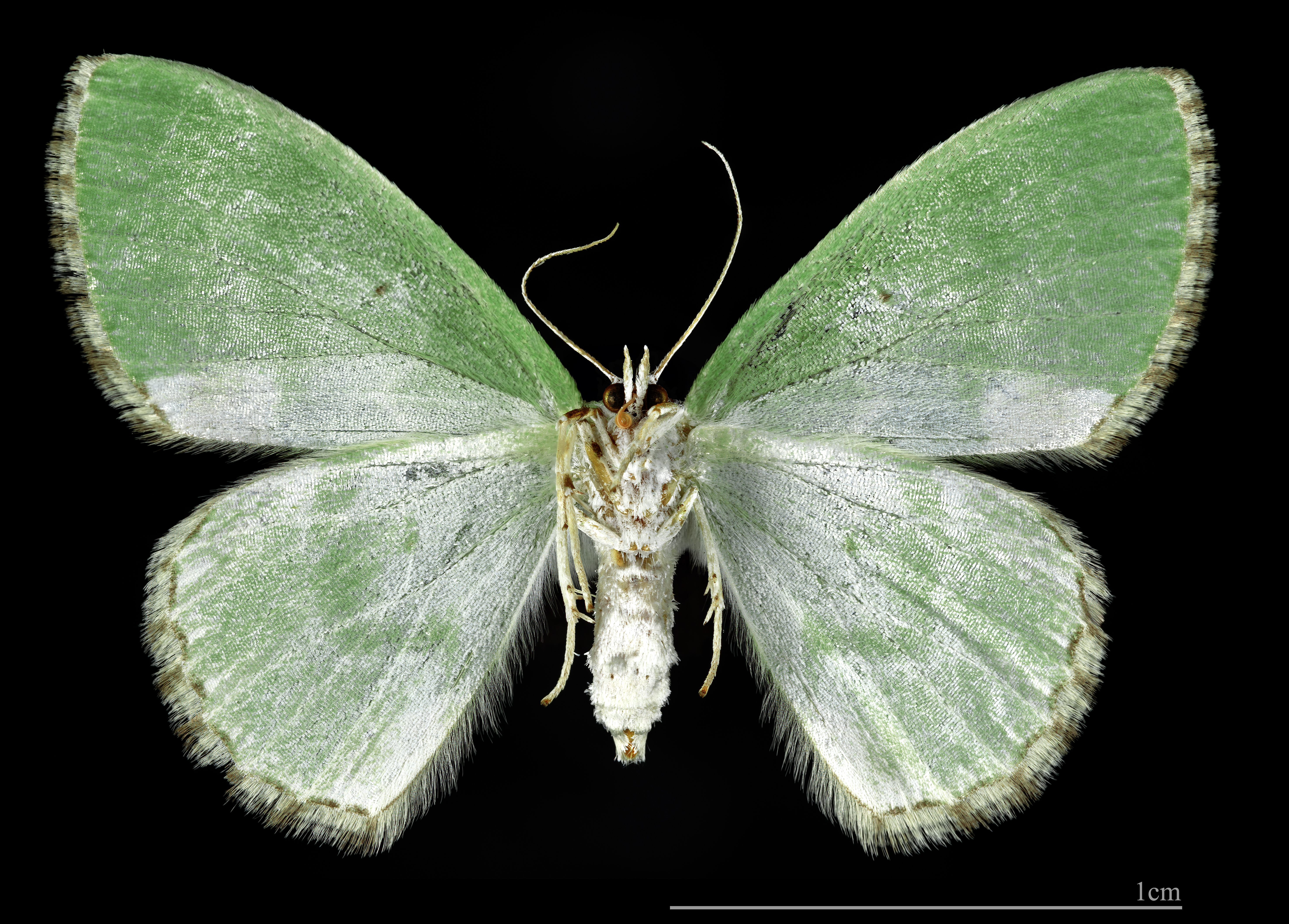
♀ △

### Ei
Das Ei hat eine ovale, leicht abgeflachte Form und ist blassrosa gefärbt.

### Raupe
Erwachsene Raupen haben eine gelbbraune Färbung. Sie zeigen eine schwärzliche, gelb eingefasste Rückenlinie sowie längliche, weiße Warzen.

### Puppe
Die Puppe ist kurz und dick, läuft am Ende spitz aus und ist mit zahlreichen Dornen bestückt. Sie hat eine braune Farbe, jedoch heben sich die Flügelscheiden heller ab, die außerdem dunkel gestreift sind. Der Kremaster ist dreieckig und mit vier kräftigen Hakenborsten versehen.

## Geographische Verbreitung und Vorkommen
Die Verbreitung der Art erstreckt sich durch weite Teile Europas (mit Ausnahme des hohen Nordens) und weiter südöstlich bis zur Türkei und zum Kaukasus. In den Südalpen steigt sie bis auf 1000 Meter. Sie ist überwiegend in Eichenwäldern zu finden.

## Lebensweise
Die Falter fliegen univoltin in den Monaten Juni und Juli. Sie sind dämmerungs- und nachtaktiv und fliegen künstliche Lichtquellen an. Zur Tarnung bedecken sich die Raupen mit kleinen Stücken von vertrockneten Blattresten, die sie auf dem Rücken verspinnen und die ihnen bei der Fortbewegung das Aussehen eines welken Blattes verleihen. Ein ähnliches Verhalten zeigen auch die Raupen des Smaragdspanners (Thetidia smaragdaria) sowie diejenigen der meisten Sackträgerarten (Psychidae). Die Pustelspanner-Raupen ernähren sich bevorzugt von den Blättern verschiedener Eichenarten (Quercus) und überwintern. Die Verpuppung erfolgt in einem versponnenen Blatt.

## Gefährdung
Der Pustelspanner kommt in den deutschen Bundesländern in unterschiedlicher Anzahl vor, ist jedoch gebietsweise selten und wird auf der Roten Liste gefährdeter Arten auf der Vorwarnliste geführt.